# CFR Timișoara
CFR Timișoara is een Roemeense voetbalclub uit de stad Timișoara.

## Geschiedenis
De club werd opgericht in 1933. In 1940 speelde de club voor het eerst in de tweede klasse en eindigde daar tijdens de officieuze kampioenschappen tijdens de Tweede Wereldoorlog in de top drie.
Na de oorlog mocht de club starten in de hoogste klasse en CFR werd gedeeld vicekampioen met Carmen Boekarest. Het volgende seizoen werd de club vicekampioen met vijf punten achterstand op IT Arad en 1 punt voorsprong op CFR Boekarest. Dat seizoen verloor de club ook de bekerfinale van Arad. In 1948/49 eindigde de club op een gedeelde derde plaats. Na dit seizoen nam de club de naam Locomotiva Timișoara aan. Na een vierde plaats in 1950 moest de club het volgende seizoen genoegen nemen met een achtste plaats. In 1953 vocht de club tegen degradatie, maar het jaar erop herstelde Locomotiva zich met een vierde plaats. Twee seizoenen later degradeerde de club. In 1957 nam de club opnieuw de naam CFR aan. In 1959 werd de club vicekampioen en greep net naast promotie. Na enkele seizoenen aan de top degradeerde de club in 1965 naar de derde klasse, maar kon meteen terugkeren. In 1970 werd de club kampioen en keerde terug naar de elite voor seizoen 1970/71. Met zes punten achterstand op Progresul Boekarest werd de club laatste. De club zou er nooit meer in slagen om terug te keren naar de hoogste klasse.
De terugkeer in de tweede klasse verliep niet van een leien dakje en de club eindigde in de lagere middenmoot. Na een paar seizoenen ging het beter en in 1979 degradeerde de club. Ook nu kon de club de afwezigheid in tweede klasse met één seizoen beperken. Het ging weer beter met de club en in 1991 werd CFR vicekampioen. Na enkele seizoenen degradeerde club opnieuw in 1997. Dit keer slaagde de club er niet meteen in terug te keren en speelde pas in 2005 opnieuw kampioen. De afgelopen seizoenen moest de club steeds vechten tegen degradatie. In 2009 verloor de club die strijd.

## Erelijst
- Beker
  - Finalist: 1948

## Bekende spelers
- Aurel Boroș
- Ioan Barna
- Ștefan Rodeanu
- Petre Cojereanu
- Iosif Ritter
- Constantin Woronkowski
- Gheorghe Moniac
- Nicolae Reuter
- Iosif Kovacs
- Emil Avasilichioaie
- Petru Bădeanțu
- Dumitru Pavlovici
- Gheorghe Ranița
- Francisc Fabian
- Ion Munteanu
- Dumitru Bandu
- Ernest Eles
- Adalbert Kovacs
- Sorin Gheju
- Gabriel Torje